# Göran Lindblom
Göran Lindblom (né le 4 mars 1956) est un joueur professionnel suédois de hockey sur glace.

## Biographie

### Carrière en club
Il commence sa carrière en senior avec le Skellefteå AIK en 1975.

## Statistiques

### En club
| Saison    | Équipe         | Ligue      |    | Saison régulière | Saison régulière | Saison régulière | Saison régulière | Saison régulière |   | Séries éliminatoires | Séries éliminatoires | Séries éliminatoires | Séries éliminatoires | Séries éliminatoires |
| Saison    | Équipe         | Ligue      | PJ | B                | A                | Pts              | Pun              | PJ               | B | A                    | Pts                  | Pun                  |                      |                      |
| 1975-1976 | Skellefteå AIK | Elitserien | 34 | 6                | 10               | 16               | 6                | -                | - | -                    | -                    | -                    |                      |                      |
| 1976-1977 | Skellefteå AIK | Elitserien | 33 | 6                | 9                | 15               | 8                | -                | - | -                    | -                    | -                    |                      |                      |
| 1977-1978 | Skellefteå AIK | Elitserien | 35 | 12               | 21               | 33               | 14               | -                | - | -                    | -                    | -                    |                      |                      |
| 1978-1979 | Skellefteå AIK | Elitserien | 36 | 8                | 21               | 39               | 10               | -                | - | -                    | -                    | -                    |                      |                      |
| 1979-1980 | Skellefteå AIK | Elitserien | 36 | 4                | 11               | 15               | 20               | -                | - | -                    | -                    | -                    |                      |                      |
| 1980-1981 | Skellefteå AIK | Elitserien | 36 | 14               | 17               | 31               | 12               | -                | - | -                    | -                    | -                    |                      |                      |
| 1981-1982 | Skellefteå HC  | Elitserien | 33 | 4                | 17               | 21               | 12               | -                | - | -                    | -                    | -                    |                      |                      |